# جين فيرغسون
جين فيرغسون (بالإنجليزية: Gene Ferguson)‏ هو لاعب كرة قدم أمريكية أمريكي، ولد في 5 يونيو 1947.

## وصلات خارجية
- جين فيرغسون على موقع مرجع كرة القدم المحترفة.كوم (الإنجليزية)